# Večje Brdo
Večje Brdo je naselje u slovenskoj Općini Dobju. Večje Brdo se nalazi u pokrajini Štajerskoj i statističkoj regiji Savinjskoj. 

## Stanovništvo
Prema popisu stanovništva iz 2002. godine naselje je imalo 65 stanovnika.